# John Urry
John Urry (Londres, 1946-2016) fou catedràtic de Sociologia de la Universitat de Lancaster. Llicenciat en Economia i doctor en Sociologia per la Universitat de Cambridge, fou, entre d'altres, el cap del Departament de Sociologia i degà de la Facultat de Ciències Socials (1989-1994) de la Universitat de Lancaster. Entre 2013 i 2016 fou també director del Centre de Recerca Mobilities. La seva recerca principal es basà en l'estudi dels nous paradigmes de la mobilitat i el seu impacte en la societat del futur. En aquest àmbit també va reflexionar sobre el fenomen del turisme global en claus de consum i moviments massius, i també, sobre el sector de l'energia i el petroli, i el seu efecte en la societat i el medi ambient. Va publicar més d'una quarantena d'obres com ara Mobilities  (Polity, 2007), Mobil Lives (Routledge, 2010 amb Anthony Elliott), Offshoring (Polity, 2014) o Post Petroleum (Loco, 2014). En castellà se li ha traduït Un mundo sin coches (Peninsula, 2011 amb Kingsley Dennis).